# Julien Lesgourgues
Pour les articles homonymes, voir Lesgourgues.
Pas d'image ? Cliquez ici

a Compétitions nationales et continentales officielles uniquement.

Dernière mise à jour le 11 novembre 2021.
Julien Lesgourgues, né le 4 janvier 1979, est un joueur de rugby à XV français qui évolue au poste de Demi de mêlée ou de demi d'ouverture (1,73 m pour 82 kg).

## Carrière
- US Dax
- US Tyrosse

## Palmarès
- Vainqueur des phases finales du championnat de France Pro D2 : 2007 avec l'US Dax.